# Dočesná
Dočesná – święto piwa, odbywające się na przełomie sierpnia i września w Žatcu w północno-zachodnich Czechach.

## Uprawa chmielu
Prawo warzenia piwa Žatec uzyskał razem z prawami miejskimi w połowie XIII wieku. Tradycje browarnicze w tym mieście mają więc ponad 700 lat. W wieku XIX następuje złota era žateckiego chmielu, który zaczął odgrywać coraz większe znaczenie na rynku europejskim. W kolejnym stuleciu był on eksportowany do ponad 70 państw świata i był używany do produkcji najlepszych gatunków piwa.

## Festiwal
Odbywa się co roku w piątek i sobotę pod koniec sierpnia bądź na początku września. Główne obchody odbywają się na Placu Wolności (Náměstí Svobody) przed ratuszem. Koncertom towarzyszą konkursy okolicznościowe, jak konkurs wiedzy o piwie czy zawody w tańcu z kuflem na głowie. Jednego z rolników uprawiających chmiel wybiera się na króla i dekoruje chmielowym wieńcem. Swoje produkty corocznie promuje kilkudziesięciu piwowarów, również spoza Czech. Na festiwalu spotykają się również rzesze birofilistów. Wieczorem ma miejsce koncert rockowy. W roku 2007 na festiwalu wystąpili m.in. Karel Gott oraz Alphaville.

## Święta podobne
5 sierpnia niektóre kraje obchodzą nieformalne święto: Międzynarodowy Dzień Piwa (i Piwowara) (ang. International Beer Day). Jest to kanadyjska inicjatywa ustanowienia „wakacyjnego“ dnia piwa i piwowara z 2007 roku. Pierwsze obchody odbyły się 18 czerwca 2008. W Polsce można spotkać się z datą 25 maja.
Na przełomie września i października w Monachium odbywa się festyn Oktoberfest, zwany Świętem październikowym.